# Morane-Saulnier AF
Die Morane-Saulnier AF war ein französischer Jagd-Doppeldecker, der am 23. Juni 1917 seinen Erstflug hatte. Die beiden Flügel hatten eine unterschiedliche Spannweite (oben mehr) aber beide waren mit Querrudern ausgestattet. Das Leitwerk war normal aufgebaut mit Rudern und einer kleinen zusätzlichen Bauchflosse. Die Bewaffnung bestand aus einem teilweise verkleideten synchronisierten 7,7-mm-Vickers-Maschinengewehr. Der Gnôme-Monosoupape-Umlaufmotor lieferte 150 PS (112 kW). 
Wegen der SPAD S.XIII, die zu dieser Zeit in Produktion stand, wurde die AF nicht weiter verfolgt. Die Höchstgeschwindigkeit betrug 207 km/h. Es gab auch eine Variante für den Wassereinsatz mit einem großen Hauptschwimmer sowie einem kleinen Heckschwimmer mit der Bezeichnung Morane-Saulnier Typ AFH.